# Euscaphis japonica
Euscaphis japonica là một loài thực vật có hoa trong họ Staphyleaceae. Loài này được (Thunb.) Kanitz miêu tả khoa học đầu tiên năm 1878.